# Rosenberg (Winterthur)

Karte des Quartiers

Rosenberg ist ein Quartier der Stadt Winterthur. Es umfasst den nördlichen Teil sowie den historischen Kern Veltheims und bildet zusammen mit dem Quartier Blumenau den Stadtkreis 5 (Veltheim).

## Geografie
Das Quartier Rosenberg umfasst den nördlich der Bahnlinie Winterthur–Schaffhausen gelegenen Teil von Veltheim. Es umfasst unter anderem den historischen Kern Veltheims am Fusse des Gallispitz in der Eulachschotterebene. Das Quartiergebiet erstreckt sich auch auf den Teil nördlich des historischen Zentrums auf dem höher gelegenen Wolfens- respektive dem namensgebenden Rosenberg. Dort ist das Quartier zwischen dem Lindberg- und dem Wolfensbergwald eingebettet.
Im Westen liegt das Wülflinger Quartier Weinberg, wobei die Grenze zu Wülflingen grösstenteils mitten durch den Wolfensberg verläuft. Im Norden reicht das Quartiergebiet bis zur Stadtgrenze an der Autobahn A1, auf der anderen Seite der Grenze liegt das zur Gemeinde Seuzach gehörende Ohringen. Im Osten grenzt Rosenberg an das Quartier Lind, das zum Kreis 1 (Stadt) gehört. Die Grenze verläuft dabei beim Lindberg entlang des Waldrands (und dabei mitten durch den Friedhof Rosenberg) und weiter südlich entlang dem Pilgerweg und der Schaffhauserstrasse.

## Bildung
Das Quartier Rosenberg gehört zusammen mit dem Stadtkreis Veltheim zum gemeinsamen Schulkreis Veltheim-Wülflingen. Auf dem Gebiet des Quartiers steht im Norden das Primarschulhaus Schachen mit den zugehörigen Kindergärten Schachen und Unterrütiweg. Für Kinder im südlichen Teil des Quartiers liegt das Primarschulhaus Wiesenstrasse näher. Es steht unmittelbar jenseits der Bahnlinie mit dem dazugehörigen Kindergarten Feldstrasse nördlich der Bahnlinie. Ebenfalls neben der Bahnlinie, nördlich davon, steht das Sekundarschulhaus Feld. Weitergehende Schulen wie das Gymnasium oder Berufsschulen befinden sich weiter im Stadtzentrum.

## Geschichte

Blick auf den Friedhof Rosenberg im Jahr 1923

Der südliche Teil der Quartiers umfasst den historischen Kern des Quartiers, siehe hierfür den Artikel zum Stadtkreis. Der nördliche Teil auf dem Wolfensberg ist der zuletzt überbaute Teil des Quartiers; die Besiedlung begann erst im 20. Jahrhundert. Um 1900 wurde auf dem Wolfensberg durch den Verein zur Hebung der Volksgesundheit die erste Sonnenbadanlage der Schweiz eröffnet, die 10 Jahre später verschoben wurde. Oberhalb davon wurde eine Püntenanlage eröffnet. 1912 wurde der damals noch einsam gelegene Friedhof Rosenberg eröffnet, der auf der Quartiergrenze liegt und seither kontinuierlich gewachsen ist. Neben dem Schwimmbad Wolfensberg entstanden dabei zwischen 1913 die ersten Arbeiterchalets. 1920 wurde entlang der Sommerhaldenstrasse die von den Architekten Rittmeyer & Furrer entworfene Siedlung Rosenberg errichtet. Dieselben Architekten zeichneten 1936 auch verantwortlich für die Errichtung des Schwimmbads Wolfensberg. 1931 wurde erstmals eine Buslinie zum Friedhof Rosenberg eröffnet, wovon bis heute noch das 1934 errichtete Buswartehäuschen Rosenberg zeugt. Zu diesem Zeitpunkt war bis zur Wolfensbergstrasse soweit überbaut, weiter stadtauswärts standen jenseits der Schaffhauserstrasse noch keine Wohnbauten.
Die Überbauung auf dem restlichen Rosenberg begann in den 1940er-Jahren, unter anderem entwarf der Architekt Franz Scheibler für die Heimstättengenossenschaft (HGW) die Wohnbauten der Siedlung Schachen. 1956 wurde an der Rychenbergstrasse 2 – und damit ausserhalb des Quartiergebiets – die Poststelle Winterthur 10 Rosenberg errichtet. Der grösste Teil der Wohnüberbauungen auf dem Rosenberg stammt aus den 1960er- und 1970er-Jahren. Damals entstand unter anderem von 1962 bis 1964 die Überbauung Schachen entlang der Buchackerstrasse sowie von 1970 bis 1973 die Überbauung Buchacker des Architekten Urs Scheibler östlich des Schwimmbads. Während dieses Baubooms wurden auch die Landeskirchen 1966 (Reformierte Kirche Rosenberg) respektive 1971 (Katholische Kirche St. Ulrich) auf dem Rosenberg errichtet. Neue Einkaufsmöglichkeiten schuf 1973 die Eröffnung des Einkaufszentrums Rosenberg.
2005 wurde die Post Rosenberg wieder geschlossen. 2011 wurde ein Neubau des Einkaufszentrums Rosenberg eröffnet.

## Verkehrsanbindung
Das Quartier wird durch die Trolleybuslinie 3 (Oberseen–HB–Rosenberg) von Stadtbus Winterthur erschlossen. Bevor sie das Stadtgebiet verlassen, halten ebenfalls die Überlandlinien 674 (Pfungen–HB–Seuzach) an der Haltestelle Rosenberg und 676 (HB–Hettlingen–Henggart) an der Haltestelle Schützenhaus auf Quartiergebiet.
An Wochenenden verkehrt die Nachtlinie N64 (Winterthur–Hettlingen–Flaach–Riet bei Neftenbach) mit Halt zum Aussteigen.

## Kultur und Freizeit
Als Naherholungsgebiet bieten sich die beiden Wälder Lind- und Wolfensberg mit dem Gallispitz an, der als Aussichtspunkt einen guten Blick über die Stadt Winterthur bietet. Ebenfalls beliebt ist der im Norden gelegene Schützenweiher mit angrenzendem Restaurant, Minigolfanlage und Abenteuerspielplatz. Im Sommer lädt das Schwimmbad Wolfensberg zum Baden ein.
Ebenfalls für kulturelles Programm sorgen der Ortsverein Veltheim sowie die beiden Quartiervereine Rosen- sowie Wolfensberg. Dem Quartierverein Rosenberg gehört dabei auch das am Schützenweiher gelegene Schützenhüsli.